# Saint-Ouen-des-Besaces

Saint-Ouen-des-Besaces este o comună în departamentul Calvados, Franța. În 1 ianuarie 2018 avea o populație de 443 de locuitori.